# ییرژی شمیتزر
ییرژی شمیتزر (چکی: Jiří Schmitzer؛ زادهٔ ۲۵ اکتبر ۱۹۴۹) بازیگر اهل جمهوری چک است.
از فیلم‌ها یا برنامه‌های تلویزیونی که وی در آن نقش داشته‌است، می‌توان به محاکمه و ناله نکن، سنجاب! اشاره کرد.